# Бусиріс

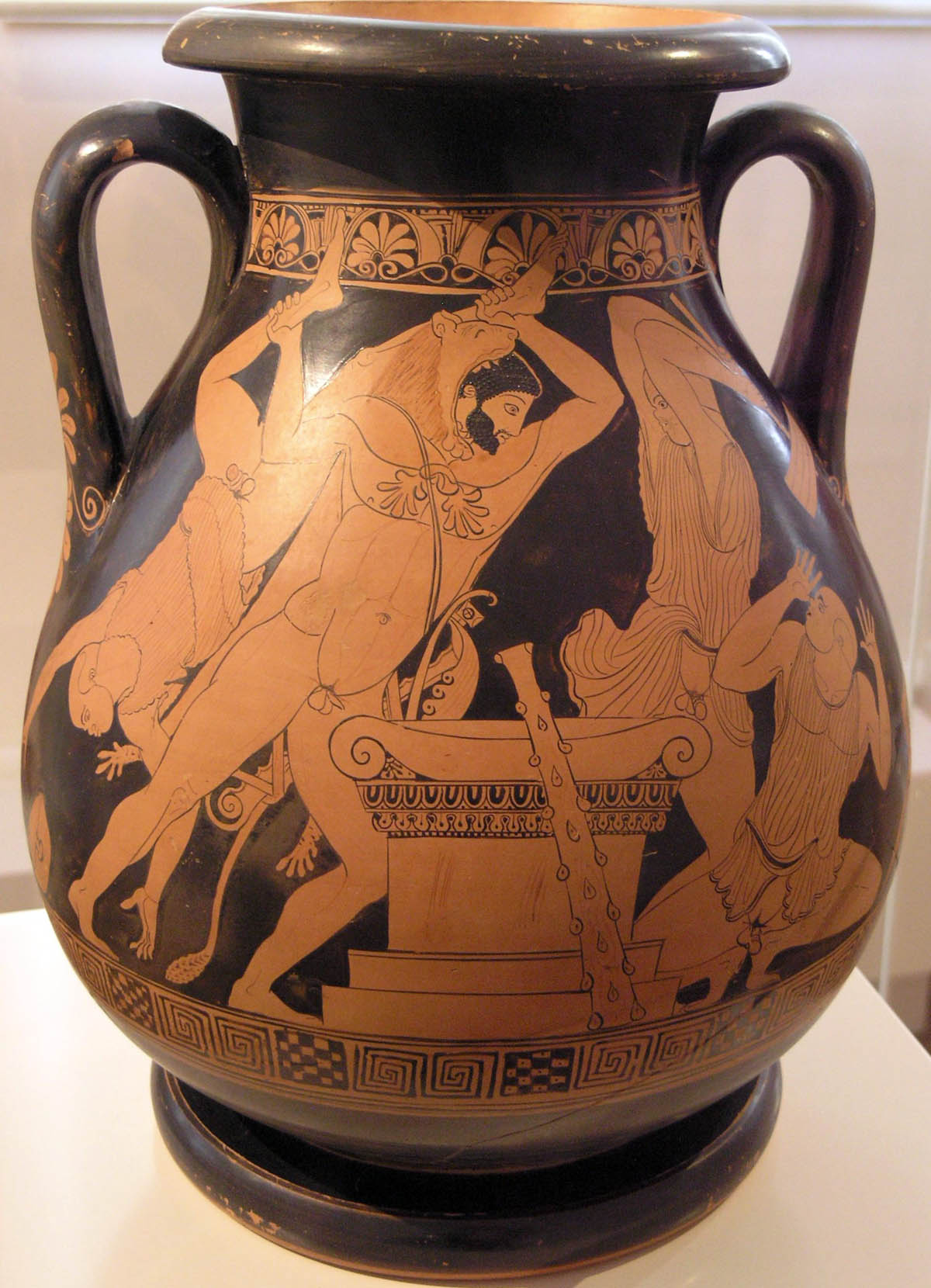
Пеліка із зображенням боротьби Геракла та Бусіріса, знайдена у Феспіях, Вазописець Пана, Національний археологічний музей Афін

Бусиріс, Бусирід (грец. Βούσιρις) — міфічний володар Єгипту, син Посейдона й Лісіанасси.

## Походження
На думку Страбона та Плутарха, був історичною особою, приносив у жертву богам усіх чужоземців, що наважувалися відвідати його країну. Змушений був так чинити у зв'язку з дев'ятирічної посухою, яка лютувала в Єгипті. За порадою кіпрського провісника Трасія, вирішив для припинення посухи приносити в жертву одного чужинця щорічно. Першою жертвою став сам Трасій.
Дорогою до саду Гесперид у Єгипет потрапив Геракл, який теж мав стати жертвою богам; герой переміг і вбив Бусиріса. Геракл приніс в жертву богам самого Бусіріса, а заразом і його сина Амфідаманта.
Згадується також й інший Бусиріс, син царя Єгипта, що жив за 11 поколінь до Геракла, і був заколотий кинджалом під час шлюбної ночі однієї із сестер Данаїд. Ісократ об'єднує цих персонажів, але Псевдо-Аполлодор вказує їх як різних особистостей.
Існує багато припущень стосовного того, який фараон може ототожнюватися з цим персонажем. За однією з версій історичним прототипом Бусиріса може бути Яхмос I Небпехтіра, визволитель Єгипту від влади чужоземців-гіксосів, на службі яких перебували загони греків, зокрема й Данай, батько Данаїд. Згідно поеми Джона Мільтона «Втрачений рай» саме Бусиріс був жорстоким фараоном, який переслідував євреїв, це може стосуватися як Яхмоса I, так й інших представників заснованої ним династії). Існує версія що Бусиріс може бути фараоном Виходу, а під його іменем може ховатися Аменхотеп IV Ехнатон.
Міфічний король Бусиріс змальований лідером революції в «Правдивій історії» Лукіана.